# Johann Decker-Schenk

Johann Decker-Schenk, 1892

Johann Decker-Schenk (* 1826 in Wien; † 23. Augustjul. / 4. September 1899greg. in St. Petersburg) war ein österreichischer Gitarrist, Sänger (Tenor) und Komponist.

## Leben
Johann Decker-Schenk lernte beim Vater, dem Geigen- und Gitarrenbauer Friedrich Schenk, das Gitarrespiel und studierte später Operngesang (Tenor) am Wiener Konservatorium. Danach konzertierte er bis 1861 in Deutschland und England. Danach siedelte er nach St. Petersburg über. Von 1866 bis 1874 war er dort Theaterdirektor. 1870 eröffnete er ein Operettentheater mit französischer Truppe, die erfolgreich in zahlreichen Städten Russlands auftrat. Mit dem ukrainischen Arzt und Gitarristen Michael Wassiljewitsch Polupajenko (1848–1902) konzertierte er in Kiew. Von 1875 bis 1883 lebte er in Tiflis. Nach dem Tod seiner Frau, einer Sängerin, kehrte er 1884 nach Petersburg zurück und gab Gitarrenunterricht. Der ebenfalls in St. Petersburg ansässige Instrumentenhersteller Julius Heinrich Zimmermann führte in seinem Instrumentenkatalog Wappenform-Gitarren Modell Decker-Schenk, die nur auf Bestellung angefertigt wurden.

## Werke
- Duett-Album für zwei 6-saitige Gitarren, Terz- u. große Gitarre oder 2 Gitarren, Petersburg 1897
- Gitarre-Album, Leipzig 1891
- Album italienischer und spanischer Stücke für Mandolinen, Gitarren, Violinen und Klavier, Leipzig 1896–1898
- Modernes Walzer-Album für Mandolinen, Gitarre, Violine und Klavier, St. Petersburg/Leipzig 1897
- Orientalisches Album für Klavier, Leipzig 1891
- Zigeuner-Album für Mandolinen, Gitarren, Violinen und Klavier, Leipzig 1897
- Moskwa  für Mandolinen, Gitarre, Klavier, hohe Stimme oder Salonorchester, Leipzig 1899
- Guitarren-Schule für den Selbstunterricht geeignet, Leipzig 1892
- Neue Ausgabe der Gitarrenschule für 7-saitige Gitarre, Russische Ausgabe, St. Petersburg 1895
- Schule für Balalaika, Leipzig 1900
- Schule für Mailänder Mandoline, Russische Ausgabe, St. Peterrsbug 1893
- Banjo-Schule, 5-saitig, Leipzig 1893
- Album russischer Volkslieder für Balalaika; Leipzig 1898
- Tanz-Album für Balalaika; Leipzig 1898
- Schule für Domra, Leipzig 1898
- Theoretisch-praktische Lautenschule in 2 Teilen